# Bottnaryds urskog
Bottnaryds urskog este o arie protejată (arie specială de conservare — SAC, sit de importanță comunitară — SCI) din Suedia întinsă pe o suprafață de 37,6 ha, integral pe uscat.

## Localizare
Centrul sitului Bottnaryds urskog este situat la coordonatele 57°45′58″N 13°50′15″E / 57.7662°N 13.8375°E.

## Înființare
Situl Bottnaryds urskog a fost declarat sit de importanță comunitară în ianuarie 1997 pentru a proteja un număr necunoscut de specii din flora spontană și fauna sălbatică aflate în arealul zonei. Situl a fost protejat și ca arie specială de conservare în martie 2011.

## Biodiversitate
Situată în ecoregiunea boreală, aria protejată conține 4 habitate naturale: Mlaștini împădurite, Taiga vestică, Mlaștini turboase de tranziție și turbării mișcătoare, Lacuri și iazuri distrofice naturale.
La baza desemnării sitului se află un număr nedeclarat de specii protejate.